# Yuriko, dasvidaniya
Pour plus de détails, voir Fiche technique et Distribution.
Yuriko, dasvidaniya (百合子, ダスヴィダーニヤ) est un film japonais réalisé par Sachi Hamano, sorti en 2011.

## Synopsis
En 1924, la relation entre la romancière Yuriko Miyamoto et la traductrice de littérature russe, Yoshiko Yuasa.

## Fiche technique
- Titre : Yuriko, dasvidaniya
- Titre original : 百合子, ダスヴィダーニヤ
- Réalisation : Sachi Hamano
- Scénario : Kuninori Yamazaki d'après les romans Nobuko de Yuriko Miyamoto et Yuriko, dasuvidāniya: Yuasa Yoshiko no seishun de Hitomi Sawabe[1]
- Musique : Shigemi Yoshioka
- Photographie : Katsuji Koyamada
- Montage : Naoki Kaneko
- Production : Sachi Hamano
- Société de production : Tantansha
- Pays :  Japon
- Genre : Biopic et drame
- Durée : 102 minutes
- Dates de sortie : 
  -  Japon : 7 septembre 2011

## Distribution
- Hitomi Toi : Yuriko Miyamoto
- Nahana : Yoshiko Yuasa
- Ren Ōsugi : Shigeru Araki
- Kazuko Yoshiyuki
- Hisako Ōkata
- Yoriko Dōguchi
- Kaho Asō
- Tadahiko Hirano

## Tournage
Le tournage a eu lieu en 2010 et s'est achevé le 22 octobre,.